# Teresa Kałuda
Teresa Kałuda (ur. 25 września 1936 w Warszawie, zm. 18 marca 2016 w Katowicach) – polska aktorka teatralna i filmowa.

## Życiorys
Absolwentka Wydziału Aktorskiego Państwowej Wyższej Szkoły Filmowej, Telewizyjnej i Teatralnej w Łodzi z 1959 roku. Podczas kariery scenicznej występowała na deskach Teatru Powszechnego w Łodzi (1958–1974), Teatru Ludowego w Krakowie-Nowej Hucie (1974–1979) oraz Teatru Śląskiego im. Stanisława Wyspiańskiego w Katowicach (1979–2005), grając w kilkudziesięciu przedstawieniach. Występowała również w audycjach radiowych.

W 1985 roku została odznaczona Srebrnym Krzyżem Zasługi, natomiast w 1991 roku – odznaką Zasłużony Działacz Kultury.

## Filmografia

### Filmy fabularne
- Orzeł i reszka (1974, reż. Ryszard Filipski)
- Wysokie loty (1978, reż. Ryszard Filipski)

### Seriale telewizyjne
- Ile jest życia (1974, odc. 10)
- Blisko, coraz bliżej (1986, odc. 13)
- Rodzina Kanderów (1988, odc. 2, 3, 4, 5, 7, 9)
- Banda Rudego Pająka (1988, odc. 3)
- Galeria (2011–2013, odc. 88)

### Spektakle telewizyjne
- Nadzieja (1962, reż. Jerzy Antczak)
- Waga (1966, reż. Jerzy Walczak)
- Tak tu cicho o zmierzchu (1974, reż. Borys Wasiliew)
- Strych na Kossakówce (1975, reż. Roman Michalski)